# USS Chauncey (DD-296)
USS "Chauncey" (DD-296) – amerykański niszczyciel typu Clemson służący w United States Navy po I wojnie światowej. Został nazwany na cześć Isaaca Chauncey`ego, oficera marynarki wsławionego kampaniami w Indiach Zachodnich, na Morzu Śródziemnym, a zwłaszcza w wojnie brytyjsko-amerykańskiej 1812–1815.
Okręt został zwodowany 29 września 1918 w stoczni Union Iron Works w San Francisco, Kalifornia. Matką chrzestną została pani D. M. Todd. Okręt przyjęto do służby 25 lipca 1919. Dowodził nim wtedy komandor W. A. Glassford, Jr.; okręt został przeznaczony do służby w amerykańskiej Flocie Pacyfiku.
Od momentu przyjęcia do służby "Chauncey" pływał pomiędzy San Diego, Mare Island w zatoce San Francisco i Hawajami uczestnicząc w manewrach floty, ćwiczeniach artyleryjskich i innych treningach. Od 15 lipca 1920 do 14 października 1921 pozostawał w rezerwie aktywnej w San Diego i Mare Island, później wrócił do aktywnej służby jako okręt flagowy 31. Dywizjonu Niszczycieli.
Wieczorem 8 września 1923 "Chauncey", wchodzący w skład 11. Flotylli Niszczycieli, płynął w gęstej mgle z San Francisco do San Diego, kiedy błąd nawigacyjny popełniony przez dowództwo okrętu flagowego kolumny spowodował, że "Chauncey" i sześć innych okrętów weszło na skały i mielizny wybrzeża kalifornijskiego (zdarzenie znane jako katastrofa przy Przylądku Honda).
"Chauncey" wpłynął na mieliznę prosto i utknął w pobliżu USS "Young" (DD-312), który się wywrócił. Na pokładzie DD-296 nikt nie ucierpiał i załoga pośpieszyła z pomocą "Youngowi", przejmując na pokład 70 członków załogi przewróconego niszczyciela. Członkowie załogi USS "Chauncey" trzymając się za ręce utworzyli linię, która umożliwiła uratowanie potrzebujących. Następnie pływacy z "Chauncey" umożliwili załodze swojego niszczyciela oraz załodze "Younga" bezpieczne przejście na skały wybrzeża. Według innej relacji z tej katastrofy "Chauncey" wszedł na mieliznę idąc z pomocą załodze "Younga".
Opuszczony "Chauncey" został zniszczony przez fale i oficjalnie wycofany ze służby 26 października 1923. Wszystkie okręty zostały podniesione i sprzedane na złom przed 25 września 1925.